# Морозов, Владислав Владимирович
Владислав Владимирович Морозов (бел. Уладзіслаў Уладзіміравіч Марозаў; род. 12 октября 2000, Брест) — белорусский футболист, нападающий клуба «Арока» и национальной сборной Беларуси.

## Карьера

### «Рух» Брест
Воспитанник футбольной академии брестского «Динамо». В сезоне 2017 года футболист стал выступать за дублирующий состав брестского клуба. В июле 2018 года футболист на правах свободного агента перешёл в брестский «Рух», где сразу же присоединился к основной команде клуба. В своём дебютном сезоне футболист вместе с клубом стал победителем Второй лиги. На протяжении сезона футболист был одним из основных игроков, отличившись 8 забитыми голами. В следующем сезоне 2019 года футболист выступал за клуб чередуя матчи в стартовом составе и со скамейки запасных, закрепившись в основной команде лишь во второй половине сезона. По итогу сезона футболист вместе с клубом стал бронзовым призёром Первой лиги, отправившись в стыковые матчи за право на повышение в дивизионе. По итогу стыковых матчей против могилёвского клуба «Дняпро» футболист отличился 3 забитыми голам, в первой встрече оформив дубль. В начале 2020 года футболист отправился выступать в дублирующий состав клуба. Дебютный матч в Высшей лиге футболист сыграл 18 апреля 2020 года против «Минска», выйдя на замену в концовке матча. Однако сам футболист на протяжении сезона оставался игроком скамейки запасных, результативными действиями не отличившись.

### «Ислочь»
В январе 2021 года футболист находился в распоряжении «Ислочи». В феврале 2021 года футболист официально перешёл в «Ислочь». Дебютировал за клуб футболист 6 марта 2021 года в четвертьфинальном матче Кубка Беларуси против столичного «Минска», выйдя на поле в стартовом составе. Первый матч в чемпионате футболист сыграл 12 марта 2021 года против мозырской «Славии», выйдя на поле в стартовом составе. По итогу полуфинала Кубка Беларуси футболист вместе с клубом по сумме матчей победили солигорский «Шахтёр» и вышли в финал турнира. Дебютный гол за клуб футболист забил 9 мая 2021 года в матче против минского «Динамо». В следующем матче 15 мая 2021 года против жодинского «Торпедо-БелАЗ» футболист отличился забитым дублем. Вместе с клубом футболист стал серебряным призёром Кубка Беларуси, где в финале 23 мая 2021 года уступили борисовскому БАТЭ. На протяжении сезона футболист был одним из основных игроков клуба, преимущественно выходя на поле со скамейки запасных, отличившись 3 забитыми голами.
В январе 2022 года футболист продлил контракт с клубом до февраля 2024 года. Новый сезон футболист начал 19 марта 2022 года с матча против «Слуцка», выйдя на замену на 64 минуте. Первым забитым голом за клуб футболист отличился 21 мая 2022 года в матче против бобруйской «Белшины», который затем попал в подборку лучших по итогам тура. На протяжении сезона футболист продолжал выступать в роли одного из основных игроков клуба, отличившись 7 забитыми голами и результативной передачей. По итогу сезона футболист вместе с клубом завершил чемпионат на итоговом пятом месте в турнирной таблице. В декабре 2022 года футболист начинал подготовку к новому сезону вместе с клубом. В январе 2023 года футболист покинул клуб, перейдя в другой клуб.

### «Динамо» Минск
В январе 2023 года футболист перешёл в минское «Динамо». Дебютировал за клуб футболист 18 марта 2023 года в матче против «Ислочи», выйдя на поле в стартовом составе, также отличившись дебютными забитым голом и результативной передачей. В следующем матче 2 апреля 2023 года против мозырской «Славии» футболист отличился забитым дублем. По итогам 2 тура Высшей лиги футболист был признан лучшим игроком. Очередным забитым дублем за клуб футболист отличился 1 июля 2023 года в матче против бобруйской «Белшины». В июле 2023 года вместе с клубом отправился на квалификационные матчи Лиги конференций УЕФА. Футболист по итогам первого круга Высшей лиги попал в символическую сборную как лучший нападающий чемпионата. Первый матч в рамках еврокубкового турнира футболист сыграл 13 июля 2023 года против боснийского клуба «Железничар», также отличившись забитым голом. В ответной встрече 20 июля 2023 года боснийский «Железничар» оказался сильнее и по сумме матчей прошёл во второй квалификационный раунд. Своим следующим забитым дублем футболист отличился 28 июля 2023 года в рамках Кубка Беларуси против «Осиповичей». В августе 2023 года появилась информация, что футболистом интересуется турецкий клуб «Газиантеп». Затем в пресс-службе минского клуба сообщили, что футболист находится в распоряжении клуба и готовится в предстоящим матчам. В матче 11 ноября 2023 года против «Сморгони» отличился очередным забитым дублем. По итогу сезона футболист стал победителем чемпионата. За сезон футболист отличился 19 забитыми голами во всех турнирах, из который 16 голов забил в рамках чемпионата, по итогу в котором стал лучшим бомбардиром. Также футболист по итогам сезона стал лучшим футболистом чемпионата.

### «Арока»

#### Первые сезоны
В январе 2024 года футболист перешёл в португальский клуб «Арока», подписав контракт до конца июня 2027 года. Дебютировал за клуб футболист 17 марта 2024 года в матче против клуба «Морейренсе», выйдя на замену на 78 минуте. Однако закрепиться в основной команде у футболиста не вышло, появившись на поле лишь в 3 матчах, в которых результативными действиями не отличился. По итогу дебютного сезона футболист вместе с клубом завершил чемпионат на итоговом седьмом месте. Новый сезон футболист начал 12 августа 2024 года с матча против «Витории Гимарайнш», выйдя на замену на 89 минуте. Футболист с самого начала сезона стал получать больше игровой практики, однако преимущественно выходил на поле лишь со скамейки запасных, где за первую половину чемпионата результативными действиями не отличился. 

#### Аренда в «Пасуш де Феррейру»
В январе 2025 года футболист на правах арендного соглашения присоединился к португальскому клубу «Пасуш де Феррейра», которое рассчитано до конца сезона. Дебютировал за клуб футболист 12 января 2025 года в матче против клуба «Фелгейраш», выйдя на замену на 66 минуте. В следующем матче 19 января 2025 года против клуба «Мафра» футболист отличился своим дебютным забитым голом. По итогу сезона футболист вместе с клубом завершил чемпионат в зоне стыковых матчей за сохранение в прописки. В ответном стыковом матче 1 июня 2025 года против клуба «Академику де Визеу» футболист вышел на замену на 102 минуте и спустя пару минут отличился забитым голом, благодаря которому «Пасуш де Феррейра» смог сохранить прописку во Второй лиге. На протяжении сезона футболист выступал за клуб преимущественно выходя на замену, отличившись 3 забитыми голами во всех турнирах. По окончании срока действия аренды футболист покинул клуб.

#### Сезон 2025/2026
В начале июля 2025 года вернулся в расположение «Ароки», вместе с которой приступил к подготовке к новому сезону.

## Международная карьера
В 2019 году был вызван в молодёжную сборную Беларуси. Дебютировал 26 апреля 2019 года против Литвы. В 2021 году принимал участие в квалификационных матчах на Чемпионат Европы по футболу среди молодёжных команд. В матче 12 октября 2021 года против Лихтенштейна оформил хет-трик.
В марте 2023 года футболист получил вызов в национальную сборную Беларуси. Дебютировал за сборную 25 марта 2023 года в матче против сборной Швейцарии, заменив на 61 минуте Владимира Хващинского. Дебютный гол забил 28 марта 2023 года в матче против сборной Румынии.

#### Статистика матчей за национальную сборную
| Матчи Морозова за сборную Беларуси | Матчи Морозова за сборную Беларуси | Матчи Морозова за сборную Беларуси | Матчи Морозова за сборную Беларуси | Матчи Морозова за сборную Беларуси | Матчи Морозова за сборную Беларуси | Матчи Морозова за сборную Беларуси |
| ---------------------------------- | ---------------------------------- | ---------------------------------- | ---------------------------------- | ---------------------------------- | ---------------------------------- | ---------------------------------- |
| №                                  | Дата                               | Соперник                           | Счёт                               | Голы                               | Соревнование                       |                                    |
| 1                                  | 25 марта 2023 года                 | Швейцария                          | 0:5                                | —                                  | Отбор на Евро 2024 (Группа I)      |                                    |
| 2                                  | 28 марта 2023 года                 | Румыния                            | 1:2                                | 1                                  | Отбор на Евро 2024 (Группа I)      |                                    |
| 3                                  | 16 июня 2023 года                  | Израиль                            | 1:2                                | —                                  | Отбор на Евро 2024 (Группа I)      |                                    |
| 4                                  | 19 июня 2023 года                  | Республика Косово                  | 2:1                                | 1                                  | Отбор на Евро 2024 (Группа I)      |                                    |
| 5                                  | 9 сентября 2023 года               | Андорра                            | 0:0                                | —                                  | Отбор на Евро 2024 (Группа I)      |                                    |
| 6                                  | 12 сентября 2023 года              | Израиль                            | 0:1                                | —                                  | Отбор на Евро 2024 (Группа I)      |                                    |
| 7                                  | 12 сентября 2023 года              | Румыния                            | 0:0                                | —                                  | Отбор на Евро 2024 (Группа I)      |                                    |
| 8                                  | 15 октября 2023 года               | Швейцария                          | 3:3                                | —                                  | Отбор на Евро 2024 (Группа I)      |                                    |
| 9                                  | 18 ноября 2023 года                | Андорра                            | 1:0                                | —                                  | Отбор на Евро 2024 (Группа I)      |                                    |
| 10                                 | 21 марта 2024 года                 | Черногория                         | 0:2                                | —                                  | Товарищеский матч                  |                                    |
| 11                                 | 26 марта 2024 года                 | Мальта                             | 0:0                                | —                                  | Товарищеский матч                  |                                    |
| 12                                 | 7 июня 2024 года                   | Россия                             | 0:4                                | —                                  | Товарищеский матч                  |                                    |
| 13                                 | 11 июня 2024 года                  | Израиль                            | 0:4                                | —                                  | Товарищеский матч                  |                                    |

 Итого по официальным матчам: 13 матчей ; 2 победы, 4 ничьи, 7 поражения.

## Статистика выступлений
| Выступление         | Выступление      | Выступление      | Лига | Лига | Кубки | Кубки | Конт. кубки | Конт. кубки | Прочие | Прочие | Итого | Итого |
| Клуб                | Лига             | Сезон            | Игры | Голы | Игры  | Голы  | Игры        | Голы        | Игры   | Голы   | Игры  | Голы  |
| ------------------- | ---------------- | ---------------- | ---- | ---- | ----- | ----- | ----------- | ----------- | ------ | ------ | ----- | ----- |
| Рух (Брест)         | Вторая лига      | 2018             | 14   | 8    | 2     | 0     | 0           | 0           | 0      | 0      | 16    | 8     |
| Рух (Брест)         | Первая лига      | 2019             | 17   | 2    | 2     | 0     | 0           | 0           | 2      | 3      | 21    | 5     |
| Рух (Брест)         | Высшая лига      | 2020             | 7    | 0    | 1     | 0     | 0           | 0           | 0      | 0      | 8     | 0     |
| Рух (Брест)         | Итого            | Итого            | 38   | 10   | 3     | 0     | 0           | 0           | 2      | 3      | 43    | 13    |
| Ислочь              | Высшая лига      | 2021             | 25   | 4    | 6     | 0     | 0           | 0           | 0      | 0      | 31    | 4     |
| Ислочь              | Высшая лига      | 2022             | 29   | 7    | 2     | 0     | 0           | 0           | 0      | 0      | 31    | 7     |
| Ислочь              | Итого            | Итого            | 54   | 11   | 8     | 0     | 0           | 0           | 0      | 0      | 62    | 11    |
| Динамо (Минск)      | Высшая лига      | 2023             | 28   | 16   | 2     | 2     | 2           | 1           | 0      | 0      | 32    | 19    |
| Динамо (Минск)      | Итого            | Итого            | 28   | 16   | 2     | 2     | 2           | 1           | 0      | 0      | 32    | 19    |
| Арока               | Примейра-лига    | 2023/24          | 3    | 0    | 1     | 0     | 0           | 0           | 0      | 0      | 4     | 0     |
| Арока               | Примейра-лига    | 2024/25          | 11   | 0    | 1     | 0     | 0           | 0           | 0      | 0      | 12    | 0     |
| Арока               | Итого            | Итого            | 14   | 0    | 1     | 0     | 0           | 0           | 0      | 0      | 15    | 0     |
| → Пасуш де Феррейра | Вторая лига      | 2024/25          | 18   | 2    | 0     | 0     | 0           | 0           | 1      | 1      | 19    | 3     |
| → Пасуш де Феррейра | Итого            | Итого            | 18   | 2    | 0     | 0     | 0           | 0           | 1      | 1      | 19    | 3     |
| Всего за карьеру    | Всего за карьеру | Всего за карьеру | 152  | 39   | 14    | 2     | 2           | 1           | 3      | 4      | 171   | 46    |

## Достижения
«Рух» Брест
- Победитель Второй лиги: 2018

«Динамо» Минск
- Чемпион Беларуси: 2023